# Gholamhussein Mohseni Ejei
Gholamhussein Mohseni Ejei ou Mohseni Ejei (en persan : غلامحسین محسنی اژه‌ای) (né le 29 septembre 1956 à Ispahan) est un homme politique iranien. Il est chef du système judiciaire iranien depuis juillet 2021.

## Biographie

### Études
Il étudie à l'école Haqqani, un séminaire religieux (hawza) basé à Qom, ainsi qu'au séminaire de Qom,.

### Début de carrière
Mohseni Ejei commence sa carrière dans le système judiciaire en 1985, en tant que représentant du système judiciaire au sein du ministère du Renseignement.
Il est procureur spécial du clergé de Téhéran de 1995 à 1997 et procureur général spécial du clergé à partir de 1998.
De 1998 à 2002, il est chef du complexe judiciaire spécial chargé d'enquêter sur les crimes des fonctionnaires d'État.

### Carrière politique
Il est le ministre du Renseignement de 2005 à 2009 dans le gouvernement de Mahmoud Ahmadinejad. Il quitte son poste en 2009 à la suite d'un désaccord avec ce dernier.

### Retour dans système judiciaire
Il rejoint le système judiciaire en 2010. Il en est le porte-parole entre 2010 et 2019, tout en accédant au poste de premier chef-adjoint du système judiciaire en 2014.
En juin 2016, il est nommé président du Conseil de surveillance de la radiodiffusion.
En 2021, il remplace Ebrahim Raïssi, élu président de la République islamique, au poste de chef du système judiciaire iranien.

### Sanctions et accusations de violations des droits de l'Homme
Selon Human Rights Watch, il serait impliqué dans des violations extrêmement sérieuses et systématiques des droits de l'homme au cours des vingt dernières années.
Depuis 2010, il est inscrit sur la liste des personnalités iraniennes sanctionnées par l'Union européenne et les États-Unis au titre de leur implication dans la répression violente des manifestations de 2009 dans la foulée de l'élection présidentielle de 2009,.

## Source
1. 1 2  (en) « Ejei Appointed as Iran’s New Judiciary Chief », sur Tehran Times, 1er juillet 2021 (consulté le 1er juillet 2021)
2. ↑  (en) Shmuel Bar, Shmuel Bacher, Rachel Machtiger, Iranian nuclear decision making under Ahmedinejad, 23 janvier 2008, 38 p. (lire en ligne), p. 17
3. 1 2 3 4  (en) « Who Iran’s new Judiciary chief is », sur Tehran Times, 2 juillet 2021 (consulté le 3 juillet 2021)
4. ↑  (fa) « انتصاب محسنی اژه‌ای به عنوان سخنگوی قوه‌قضائیه », sur روزنامه دنیای اقتصاد (consulté le 1er juillet 2021)
5. ↑  (ar + de + en + fr + fa) Iran: des ministres-clé compromis dans des affaires de graves abus Human Rights Watch, 15 décembre 2005 [lire en ligne]
6. ↑  (en) « EU sanctions against Iranian officials », sur www.europarl.europa.eu, 11 octobre 2010 (consulté le 7 juillet 2021)
7. ↑  (en) « Iran Human Rights EO / Iran Revolutionary Guard Corps related Removals / Anti-Narcotics Designations / Kingpin Act Designations / Non-proliferation Designations », sur U.S. Department of the Treasury, 29 septembre 2010 (consulté le 7 juillet 2021)